# Jin Zhiyang
Jin Zhiyang (Pechino, 10 gennaio 1944) è un allenatore di calcio ed ex calciatore cinese.

## Palmarès

### Allenatore

#### Competizioni nazionali
- Coppa della Cina: 2

Beijing Guoan: 1996, 1997